# Heinrich Depser
Heinrich Depser (auch: Heinrich Depsern; geboren vor 1585; gestorben 1612) war ein deutscher Münzmeister. Sein Münzzeichen zumindest für die städtische Münze von Hannover war ein Herz mit zwei kreuzweise durchgesteckten Berghämmern (Schlägel und Eisen), zwischen denen sich senkrecht ein Zainhaken findet.

## Leben
Depser wurde im 16. Jahrhundert als Sohn eines aus Osterode am Harz stammenden und in Zellerfeld tätigen Berggeschworenen geboren. 1585 bestellte ihn Herzog Julius von Braunschweig und Lüneburg, zugleich Fürst von Braunschweig-Wolfenbüttel, für die in „unserer Juliusfriedensstadt bei der Heinrichstadt zum Gotteslager“, bei Wolfenbüttel neu errichtete Münzprägeanstalt zum Münzmeister. Als solcher wurde Depser im Oktober 1585 „auf dem Generalprobationstag zu Braunschweig“ vereidigt.
Spätestens ab 1589 war Depser – ähnlich wie der Hildesheimer Münzmeister Christof Diess – nebenamtlich als zweiter „Munthemester“ an der städtischen Münze von Hannover tätig: Am 10. Dezember 1589 prägte er „das Werk Dreier“. Zwar tragen die stadthannoverschen Münzen der Jahre 1589 und 1590 sämtlich das Münzzeichen von Diess, auch wurden die Probezettel bis zum 3. März 1590 von Diess unterschrieben, doch ab dem 11. März bis zum 25. Mai 1590 zeichnete Heinrich Depser die Probezettel mit seiner Unterschrift.
1593 wurde Depser erst Wardein, dann auch Münzmeister auf der von den Braunschweig-Lüneburger Herzögen Wolfgang und Philipp (Linie Grubenhagen) neu errichteten Münze zu St. Andreasberg.
Nach dem Tod des Goslarer Münzmeisters Andreas Köhne wurde Depser 1599 parallel zu seinem Amt in St. Andreasberg auch die herzogliche Münze in Goslar übertragen, wo er seinen Wohnsitz nahm. Zusätzlich versah er parallel dazu ab 1610 und bis in sein Todesjahr 1612 die städtische Goslarer Münze. Unklar ist, ob Depser in Goslar gestorben ist.